# El Remei (Alcanar)
el Remei és una ermita a uns tres quilòmetres del nucli urbà d'Alcanar, sobre un petit tossal i al peu del puig de la Moleta del Remei on hi ha el Poblat ibèric de la Moleta del Remei. És una obra inclosa en l'Inventari del Patrimoni Arquitectònic de Catalunya.

## Arquitectura
El seu privilegiat emplaçament dalt d'un turó, als afores del poble, permet gaudir d'una magnífica vista sobre la costa. L'ermita de La Mare de Déu del Remei es divideix en dues parts diferenciades: l'ermita -pròpiament dita- i l'hostatgeria o casa de l'ermità. Feta amb reble arrebossat i emblanquinat i amb carreus ben escairats als angles, ha viscut dues èpoques de construcció: la gòtica que es correspon amb la part més antiga de la nau que està coberta amb voltes de creueria, que té una porta adovellada, contraforts exteriors i coberta a dos vessants; i la barroca, que implicà una ampliació del creuer i una cúpula peraltada sobre tambor d'aquest estil, alhora que se li afegeix una petita espadanya al cim de la façana, amb una campana datada el 1726; l'òcul que hi ha sobre la porta pot ser d'aquesta segona etapa. La cúpula és de teules envernissades amb diferents color, renovada el 1984. A l'interior, hi penja un àngel de talla d'estil, també, barroc.
A l'interior hi ha un altar major que és còpia exacta del cremat el 1936, obra de Vicent Benet. El 1974, fou remodelat i les actuals pintures són del pintor i escultor Àngel Acosta de Tortosa, i els altars laterals són de Daniel Chillida, de Cervera del Mestre (post guerra civil). També hi ha una sala annexa on es conserven un gran nombre d'exvots, entre els quals hi havia uns retaulons pintats de caràcter naïf que han desaparegut en gran part. La porta és formada per plafons o cassetons quadrats i poligonals, de fusta. Situada inicialment a la porta de pas de la cuina al pis, i recentment instal·lada a la porta d'accés a la sala on es conserven els mosaics.
La pica beneitera és feta de marbre rosa, consta de vas i suport. El vas és circular i exempt està decorat exteriorment per estries en la meitat inferior i per una motllura convexa i una altra de còncava en la part superior. El suport és una columna que formant un colze s'encasta a la paret. Presenta dues motllures convexes en la part superior. Dins el cambril de l'altar major hi ha la imatge de la Mare de Déu del Remei, còpia de la que hi havia abans, d'estil clàssic. Desaparegué a la Guerra Civil i l'any 1939 se'n feu una còpia. A la sagristia es conserven les restes del Retaule de la Sagrada Família, renaixentista del segle XVI-XVII.

## Història
Els orígens de l'ermita del Remei són desconeguts. La devoció a la Mare de Déu del Remei sorgeix arran l'aparició de l'Orde dels Trinitaris, dedicats a la redempció dels captius de la pirateria, etc. S'hi instal·laren a Tortosa el 1579 i això potser va determinar la construcció del Santuari d'Alcanar o, potser una reconstrucció o canvi d'advocació. El 1626 dues notícies esmenten l'ermita del Remei: una a la "Història de l'antiga Hibera" de Martorell, publicada aquell mateix any; l'altre, al testament de Gabriel Reverter, autoritzat pel notari d'Ulldecona Francesc Martí, al qual consta que es lleguen cinc lliures per a "la fàbrica e obra de nostra Senyora del remey".
| «                                                | item deixe y llegue per la fabrica e o obra de nostra Senyora del remey de la present villa sinch lliures | » |
| — Francisco Martí, testament de Gabriel Reverter | |   |

Sembla, doncs, que al segle xvii s'hi treballava. L'ampliació, però es va fer molt avançat el segle xvii o del primer terç del segle xviii, entre 1704 i 1728 -època del rector José Caballer, segons els Matamoros. Una altra teoria creu amb una cronologia més avançada arribant al segle XIX: a l'Enciclopèdia Catalana es proposa el 1820. El que és clar és que el 1776 es restaurà la teulada.
Fins a la desamortització de 1835 havien tingut cura de l'ermita la Confraria del Remei, que n'administrava les terres amb oliveres i garrofers, juntament amb el recto d'Alcanar. Cap als anys 20 del segle xx, el tortosí Antoni Cerveto pintà l'interior de la cúpula i de l'absis amb temes bíblics de caràcter marià i al·legòric de les lletanies. El paviment fou substituït per un d'hidràulic i els arrambadors de ceràmica de les parets també es canviaren. Des del 1830 s'havia considerat en bon estat però el 1994 li sortiren esquerdes. La pica correspon a l'època de construcció del sector més antic de l'ermita, és a dir, finals del s.XVI o inicis del XVII.